# Шамотульський повіт
Шамотульський повіт (пол. powiat szamotulski) — один з 31 земських повітів Великопольського воєводства Польщі.
Утворений 1 січня 1999 року в результаті адміністративної реформи.

## Загальні дані
Повіт знаходиться у західній частині воєводства.
Адміністративний центр — місто Шамотули.
Станом на 1.01.2008 населення становить 86 510 осіб, площа 1119,29 км².

## Географія
Річки: Сама.

## Демографія
Демографічні дані повіту станом на 30.06.2005:
|       | Всього | Всього | Жінки  | Жінки | Чоловіки | Чоловіки |
| ----- | ------ | ------ | ------ | ----- | -------- | -------- |
|       | осіб   | %      | осіб   | %     | осіб     | %        |
| Повіт | 85 773 | 100    | 43 935 | 51,2  | 41 838   | 48,8     |
| Міста | 42 081 | 100    | 21 973 | 52,2  | 20 108   | 47,8     |
| Села  | 43 692 | 100    | 21 962 | 50,3  | 21 730   | 49,7     |